# Akodon aerosus
Akodon aerosus és una espècie de mamífer rosegador de la família dels cricètids. Viu a altituds d'entre 1.200 i 2.400 msnm a Bolívia, l'Equador i el Perú. Es tracta d'un animal nocturn que s'alimenta d'insectes, llavors i plantes. Els seus hàbitats naturals són els boscos perennifolis, les zones montanes i els herbassars. És una espècie en risc mínim, és a dir, no sembla que hi hagi cap amenaça significativa per a la seva supervivència. El seu nom específic, aerosus, significa ‘ple de coure’ en llatí.